# 孫道心
孫 道心（ソン・ドシム、朝鮮語: 손도심、1920年9月9日または10月7日 - 1979年8月18日）は、大韓民国の実業家、教授、政治家。第3・4代韓国国会議員。

## 経歴
日本統治時代の京畿道水原郡（現・華城市）出身。1947年にソウル大学校在学中、高麗大の李哲承らと共に全国学生連合会中央委員長として、信託統治反対運動と学内の左翼勢力除去運動を主導した。1953年、ソウル大学校文理科大学政治科卒。陸軍中尉として予備役編入。1955年に檀国大学（現・檀国大学校）政治科講師、その後教授。1954年に第3代国会議員となり、自由党華城甲区党委員長・組織部次長・中央党宣伝副委員長・中央委員・院内政策委員を務めた。4・19革命当時は国会議員の傍らにソウル新聞社長も務めたが、革命により社屋が燃やされた後、同年5月に国会から除名された。その後は日本にしばらく亡命し、1964年に帰国した。1966年夏には全羅南道和順郡の炭鉱地帯で聖書の訪問販売を行うのが目撃された。また、高麗青磁の瓦の研究を行い、チャンギ学院を開いたこともあり、第2代大韓チャンギ協会会長を務めた。
1978年の第10代総選挙でも水原・華城選挙区から出馬したが、落選した。1979年8月18日、国立医療院で高血圧により死去した。享年59。